# Grijsvleugelfrankolijn
De grijsvleugelfrankolijn (Scleroptila afra; synoniem: Francolinus africanus) is een vogel uit de familie fazantachtigen (Phasianidae). De wetenschappelijke naam van de soort is voor het eerst geldig gepubliceerd in 1790 door Latham.

## Voorkomen
De soort komt voor in het zuiden van Afrika, met name in Lesotho en Zuid-Afrika.